# حياة المئة سنة (كتاب)
حياة المئة سنة (بالإنجليزية: The 100-Year Life)‏، هو كتاب لتطوير الذات، من تأليف الأستاذين في كلية لندن للأعمال، ليندا جراتون، وأندرو سكوت، صدر عام 2016 عن دار بلومزبري. وصفته صحيفة فاينانشال تايمز البريطانية في مراجعتها للكتاب بأنه " نداء لليقظة ودعوة لجعل الحياة التي تبلغ 100 عام أفضل ورائعة وملهمة ".

## عن الكتاب
يحذر الكتاب من بداية انهيار المفهوم التقليدي للحياة العملية ( العمل ثم التقاعد ) في ظل ارتفاع المعدل المتوسط من الأعمار وانخفاض معاشات التقاعد. ويخلص الكتابان إلى أن الحصول على أموال كافية للعيش لمدة 40 أو 50 عاماً بعد التقاعد ستكون صعبة للغاية، في وقت سيصبح الشباب أفقر من آبائهم.

## روابط خارجية
- الموقع الرسمي